# Uranie
Uranie, född 1920 i Frankrike, död 1947 i Frankrike, var en fransk varmblodig travhäst. Hon tränades och kördes av italienaren Valentino Capovilla.
Uranie tävlade mellan åren 1923–1930 och sprang in 6,5 miljoner | valuta = franc på 76 starter varav 47 segrar. Hon tog karriärens största segrar i Prix d'Amérique (1926, 1927, 1928).
Uranie anses vara en av världens bästa travhästar genom tiderna. Hon segrade i världens största travlopp Prix d'Amérique tre år i rad (1926, 1927, 1928). Hingsten Ourasi är den ende som segrat fler gånger med fyra segrar (1986, 1987, 1988, 1990). Villkoren för Uranie och Ourasi var dock inte desamma. För sin överlägsenhet med tre raka segrar i loppet bestraffades nämligen Uranie i 1929 års upplaga av Prix d'Amérique med 50 meters tillägg; hon slutade sexa efter att kommit i mål som tvåa men blivit nedflyttad på grund av galopp över mållinjen. År 1930 deltog Uranie åter i loppet, men detta år belastad med ännu större tillägg – 75 meter – men slutade trots det tvåa.
Hon slutade att tävla 1930 och blev framgångsrik som avelssto. Hon födde bland andra Kairos (1932), som i sin tur blev far till Gelinotte (1950) som kom att ta två raka Triple Crown i fransk travsport (1956, 1957) samt dubbla segrar i både Prix d'Amérique och Elitloppet. Kairo är även far till Jalna IV som födde Roquépine (1961) som tog tre raka segrar i Prix d'Amérique samt två raka segrar i både Elitloppet och International Trot.